# Tebtunis
Tebtunis fou una ciutat construïda durant la dinastia XXII a la regió de l'Oasi del Faium, a l'antic Egipte, que fou poblada per grecs i romans. Queden poques restes dels seus temples, però una calçada pavimentada enmig de les ruïnes indica el lloc on era. Una bona part està coberta de sorra i prop hi ha restes d'un aqüeducte romà. Al seu lloc, a poca distància, hi ha el llogaret de Tell Umm al-Breigat.